# Dayo António
Dayo Domingos António (geboren am 20. August 1988 in Beira, Sofala) ist ein mosambikanischer Fußballspieler, der bei Ferroviário Beira unter Vertrag steht.

## Karriere

### Verein
Dayo António begann seine Fußballkarriere in seiner Heimat bei Ferroviário Beira. In der Saison 2014 gab er sein Liga-Debüt in der Moçambola und gewann im selben Jahr den mosambikanischen Pokal.
Von 2014 bis 2016 war er ein Spieler des AS Vita Club aus der Demokratischen Republik Kongo. In der Saison 2014/15 gewann er die kongolesische Meisterschaft und wurde ein Jahr später Vizemeister.
Im Juli 2016 kehrte er zu Ferroviário Beira zurück und wurde dort 2016 Meister und in seiner letzten Saison bei dem Verein, 2021, Vizemeister.
Im Jahr 2022 wechselte er zu UD Songo und gewann mit ihnen die mosambikanische Meisterschaft. 2023 erzielte er für UD Songo 12 Ligatore und wurde erstmals Torschützenkönig in der Moçambola.
Im Januar 2024 kehrte er zum dritten Mal zu Ferroviário Beira zurück.

### Nationalmannschaft
Am 9. Oktober 2016 wurde Dayo António im Alter von 26 Jahren unter Trainer Abel Xavier erstmals für die mosambikanische Fußballnationalmannschaft berufen und in einem Freundschaftsspiel gegen Togo eingesetzt. Sein erstes Länderspieltor machte er am 28. März 2017 gegen Lesotho. Insgesamt wurde er für sein Land 13 Mal eingesetzt und erzielte 3 Tore. Am Afrika-Cup 2024 in der Elfenbeinküste nahm er nicht teil.

## Erfolge
Ferroviário Beira
- Mosambikanischer Pokalsieger: 2014
- Mosambikanischer Meister: 2016
- Mosambikanischer Vizemeister: 2021

AS Vita Club
- Kongolesischer Meister: 2014/15
- Kongolesischer Vizemeister: 2015/16

UD Songo
- Mosambikanischer Meister: 2022

## Auszeichnungen
Moçambola
- Torschützenkönig: 2023